# Schlomo Aviner

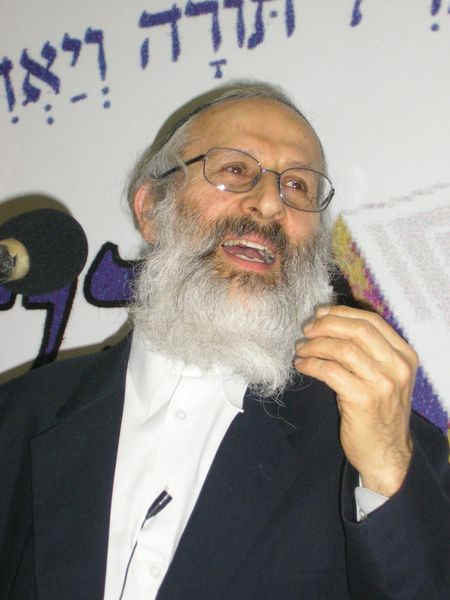
Schlomo Aviner

Schlomo Chaim HaCohain Aviner (* 1943 in Lyon) ist der Dekan der Ateret Kohanim-Religionsschule in Jerusalem und Rabbiner von Bet El. Er wird als einer der geistlichen Führer der religiösen Zionisten in Israel und der Siedlerbewegung in den israelisch besetzen Gebieten angesehen.

## Hintergrund
Rabbi Shlomo Chaim Ha-Cohain Aviner wurde 1943 im deutschbesetzten Lyon geboren und überlebte den Holocaust als kleines Kind. Später schloss er sich der religiös-zionistischen Bewegung Bnei Akiva an. Er wanderte 1966 nach Israel aus und wurde an der Merkas HaRaw Kook von Zwi Jehuda Kook beeinflusst. Er nahm als Soldat der Israelischen Verteidigungsstreitkräfte aktiv am Sechstagekrieg 1967 und am Jom-Kippur-Krieg 1973 teil. Er veröffentlicht seit den 1990er Jahren etliche Abhandlungen in Buchform, gibt Interviews und berät Ratsuchende telefonisch und per E-Mail.

## Kontroversen
1995 soll er der letzte rabbinische Gesprächspartner von Jigal Amir gewesen sein, bevor dieser Premierminister Jitzchak Rabin ermordete. Aviner soll Amir gesagt haben, dass auf Rabin das „Din Rodef u-Moser“ (was ein Todesurteil für „Verfolger“ und „Verräter“ des jüdischen Volkes bedeutet) anzuwenden sei.
2005 rief Aviner israelische Soldaten dazu auf, auch Befehlen zu gehorchen, jüdische Siedler aus dem Gaza-Streifen zu evakuieren, was mitunter heftige Kritik anderer religiöser Zionisten nach sich zog.
2009 wurde ein Pamphlet veröffentlicht, das sich an die israelischen Soldaten richtete, die sich im Gaza-Krieg befanden. Auf die Existenz dieses Pamphlets war von der Gruppe Breaking the Silence hingewiesen worden. In diesem wurde dazu aufgerufen, sich während des Kampfes nicht an das internationale Recht zu halten. Es wurde weiterhin erwähnt, dass Grausamkeit manchmal eine Tugend sei.
2012 veröffentlichte Rabbi Aviner eine religiöse Abhandlung, in der er die Meinung vertrat, dass Frauen sich aus Gründen der Sittsamkeit nicht ins israelische Parlament wählen lassen sollten. Sie seien dort nur Lustobjekte. Andere orthodoxe Rabbiner, allen voran Rabbi Yuval Cherlow, wiesen diese Position entschieden zurück.
Aviner ist ein prominenter Befürworter von „Konversionstherapien“ für Homosexuelle. Obwohl das israelische Gesundheitsministerium derartige Maßnahmen als „pseudo-wissenschaftlich“ verwirft und ablehnt, erklärte Aviner, dass Männer, die sich „Konversionstherapien“ unterziehen, „glücklich sind, ihre Frau lieben und gute, normative Familien haben“.
Nach dem Brand der Kathedrale Notre-Dame in Paris im April 2019 erregte Rabbi Aviner einiges Aufsehen, als er in einem Interview angedeutet hatte, es könnte sich bei diesem Brand um eine „Strafe Gottes“ für die Pariser Talmudverbrennung im Jahre 1242 handeln. Das American Jewish Committee bezeichnete diese Ansicht als „abstoßend und un-jüdisch“.